# Podkraj pri Mežici
Podkraj pri Mežici – wieś w Słowenii, w gminie Mežica. W 2018 roku liczyła 119 mieszkańców.